# Mada Alderete Vicent
Mada Alderete Vicent (Madrid, 1959) es una escritora, periodista, educadora social y sexóloga española. Ha destacado por su poesía de lo cotidiano y vital, con una actitud y sensibilidad de defensa y visibilización de las personas y situaciones más vulnerables.

## Trayectoria
Mada Alderete nace en Madrid y se traslada  a Ayamonte (Huelva) a la edad de 20 años, ciudad en la que participa activamente en vida cultural.    
Licenciada en Ciencias de la Información. Especialista en Sexología. Educadora Social. Agente de Igualdad. Su labor profesional la ha desarrollado como de educadora social, sexóloga y periodista. Ha cursado el Master en Orientación y Terapia Sexual, pertenece a la Fundación SEXPOL (donde forma parte del equipo docente) y a la Sociedad Sexológica de Madrid.
Ha impartido clases en cursos y Master de Terapia Sexual y Terapia de Pareja con perspectiva de género, de Educación Sexual y Género organizados por la Fundación SEXPOL en colaboración con la cátedra de Género del Instituto de Derecho Público de la Universidad Rey Juan Carlos de Madrid.
Mada Alderete Vincent como coordinadora de Programas de Mayores del Ayuntamiento de Las Rozas (Madrid) ha impartido talleres sobre el envejecimiento activo y saludable, entrenamiento de la memoria, entre otros.

## Obra literaria
La obra literaria  de Mada Aldaret recrea en la poesía lo cotidiano, vivencias que tienen que ver con el amor, el erotismo, el paso de los días, los malos tratos o la vida laboral. Se trata de una escritura pegada a la realidad con un enfoque feminista, más desarrollado, si cabe, por haber trabajado como educadora en una casa de emergencia y acogida de víctimas de la violencia machista. Su sensibilidad y compromiso contra la violencia machista ha hecho que Mada Alderete se implique con su poesía en diferentes acciones, como  lecturas poéticas o recitales poéticos solidarios.
Mada Alderete Vicent formó parte de los movimientos literarios de Huelva y más concretamente en Ayamonte donde formó parte del grupo Crecida (1984).
La obra de Mada Aldarete forma parte de la considerada poesía social. Su obra poética se incluye en el movimiento denominado Poesía de la Conciencia, ha participado en antologías y encuentros de poetas, por ejemplo los encuentros anuales de poetas en la ciudad de Moguer, algunos de ellos auspiciados por la Fundación Zenobia-Juan Ramón Jiménez, en  sesiones del Centro Permanente de Poesía Crítica (CPPC).
En la antología Insumisas: Poesía crítica de mujeres se incluyen tres poemas de Mada Alderete Vincent, procedentes del libro  La casa de la llave, que deja un fiel reflejo de las sensaciones percibidas en una casa de acogida de víctimas de la violencia machista, donde se puede ver una muestra de su compromiso. Igualmente en el El callejón de los cuchillos, 25 poemas contra la violencia de género, el poema seleccionado es este que sigue. 
"En mi primer día
del trabajo nuevo
me han colgado un puñado de llaves del cuello
y me han dejado sola
tengo encerradas a seis mujeres
a sus hijas y a sus hijos
no es una cárcel
solo cuido de que sus amantes

no las quieran demasiado" 
Ha participado en recitales de poesía y acciones poéticas relativas a diferentes temáticas como el trabajo, la vida cotidiana, las mujeres y la violencia machista, llevadas a cabo en diferentes eventos, como los realizados en el marco de VersoLab, dentro de LaborArte celebradas en Auditorio del Centro Cultural Conde Duque en Madrid.

## Sexóloga
Como sexóloga, Mada Alderete ha publicado materiales educativos sobre sexualidad infantil y juvenil:
- Las Primeras Preguntas. Cuaderno de sexualidad para niños y niñas. (Ayamonte, Huelva : Centro de información de la mujer, 1997)

- Las Preguntas más Difíciles (2006)

Tiene artículos publicados en la Revista Sexpol.

## Obras

### Libros de poemas
- La ciega tiene boca (Ayamonte, Crecida, 1998).
- La casa de la llave (Tenerife, Baile del Sol, 2007, 2ª edición 2009).
- La hembra te da permiso (Tenerife, Baile del Sol, 2010).
- Mujeres en su tinta. Aproximación a la poesía de género en Huelva. (Huelva: Caja Rural del Sur, 2004).

### Antologías
- Carne Picada, antología clandestina de la poesía onubense contemporánea (1999),
- Voces del Extremo.
- Las voces de la poesía española al otro extremo de la centuria (1999),
- Voces de Extremo. Poesía y Conciencia (2000)
- Poesía alternativa española (2009)
- 23 Pandoras. Poesía alternativa española (2009)
- Insumisas: Poesía crítica contemporánea de mujeres. [14]

### Teatro
- Mada Alderete es coautora de la obra teatral El nido de las mariposas.

### Publicaciones en revistas
Su obra aparece también en las revistas, La Línea Inclinada, Lúnula, Material inflamable para manos incendiarias, Manual de Lecturas para la Supervivencia, etc.